# رتهایم
شهر رتهایم (به آلمانی: Rethem) در ایالت نیدرزاکسن در کشور آلمان واقع شده‌است.

#### تاریخچه:
ولین اشاره به این شهر با نام «Rotinbure» به قرن نهم میلادی بازمی‌گردد. در سال ۱۲۷۴، به عنوان یک شهر آزاد امپراتوری شناخته شد و تا سال ۱۸۰۳ این وضعیت را حفظ کرد.